# Wasserwerk Hohe Ward

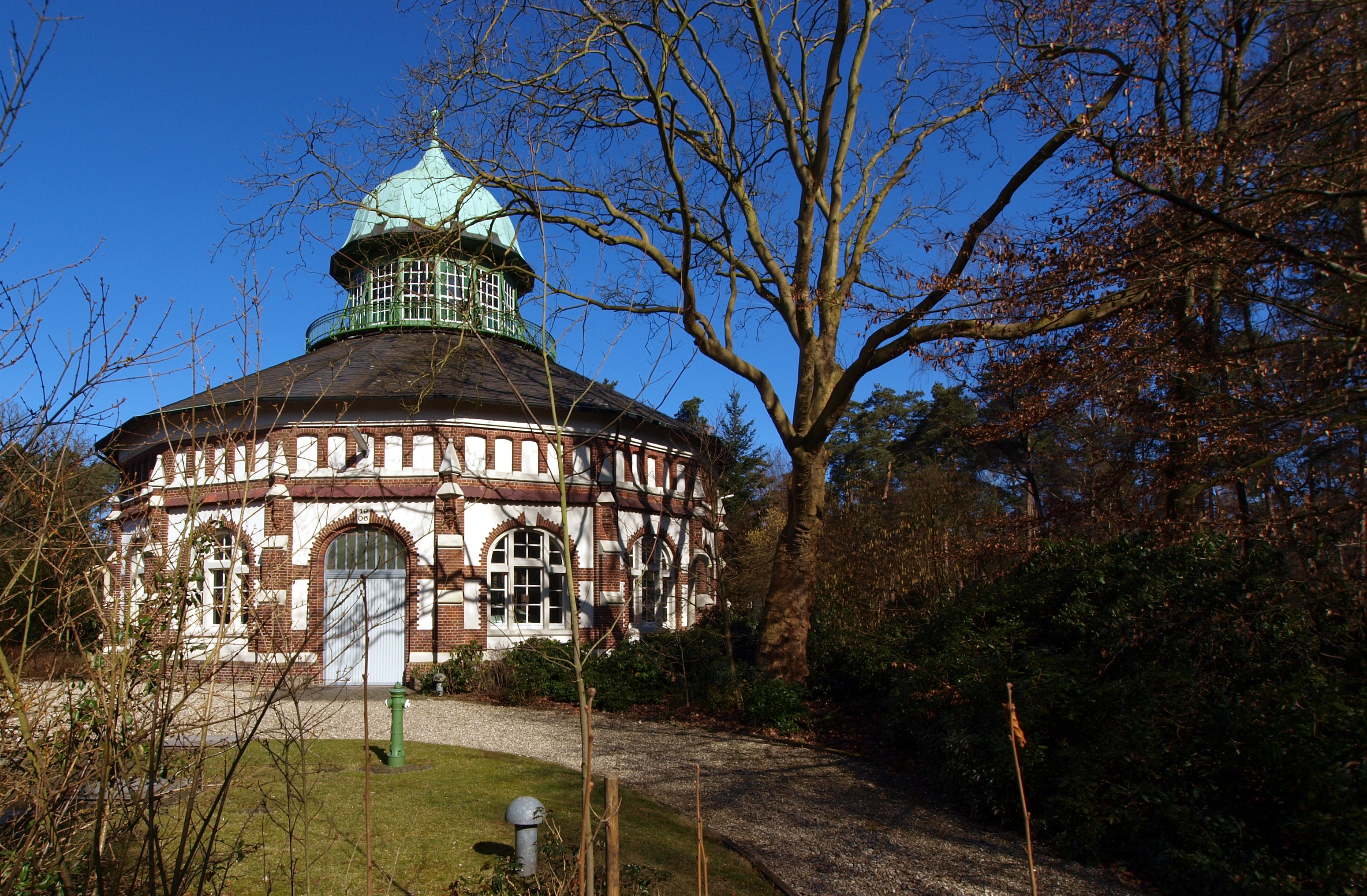
Wasserwerk Hohe Ward

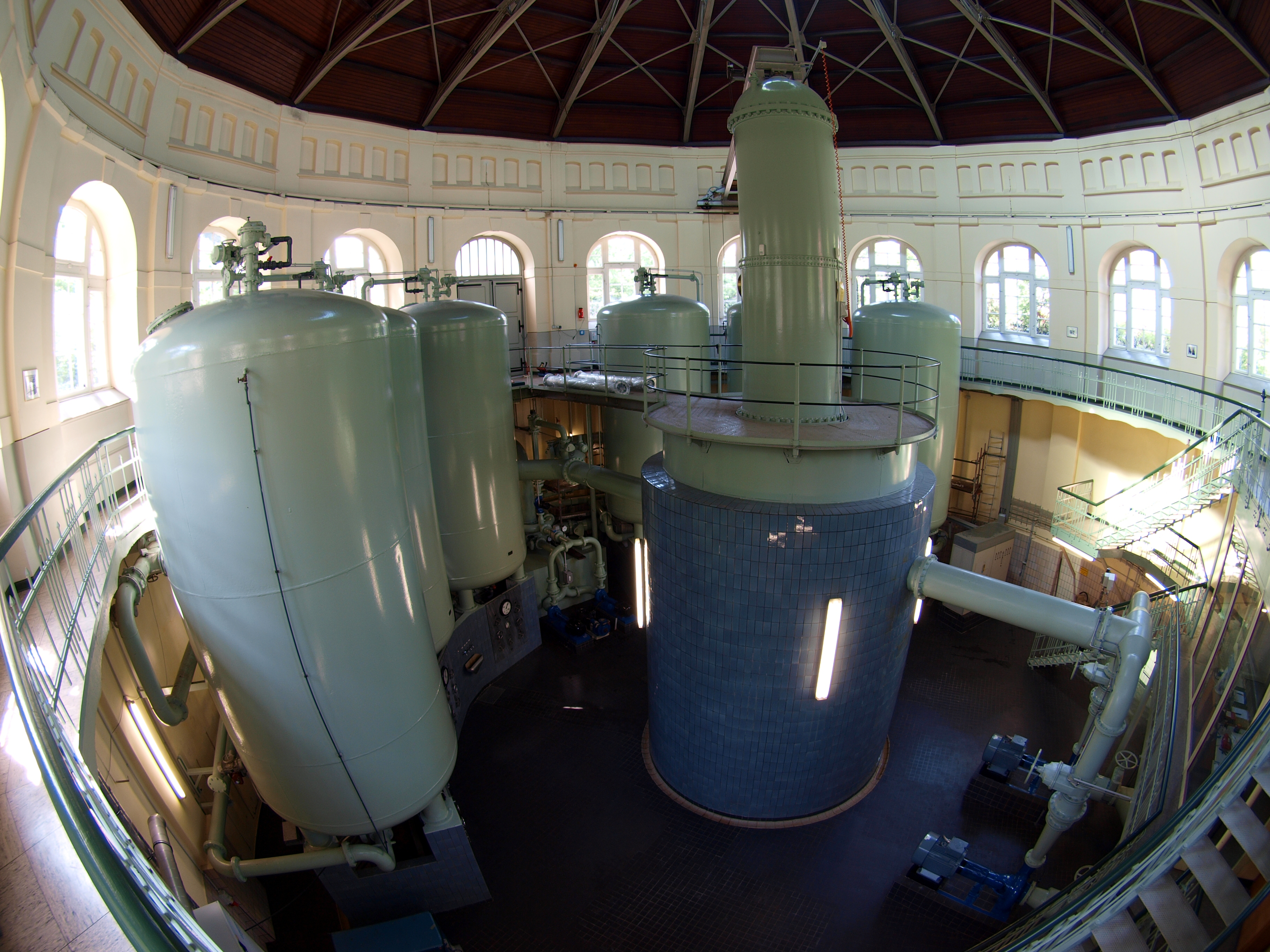
Innenansicht

Das Wasserwerk Hohe Ward ist ein Wasserwerk der Stadtwerke Münster. Es liegt im münsterschen Stadtteil Hiltrup, mitten im Wald- und Naherholungsgebiet Hohe Ward. Das zu Beginn des 20. Jahrhunderts errichtete Jugendstil-Gebäude ist bis heute in Betrieb und denkmalgeschützt. Damit zählt es zu den ältesten noch genutzten technischen Bauwerken Münsters. Die technischen Anlagen wurden wiederholt modernisiert, jedoch ist das Erscheinungsbild des Gebäudes seit Errichtung weitestgehend unverändert.

## Geschichte
Die Hohe Ward liegt über dem Münsterländer Kiessandzug, aus dem das Grundwasser gefördert wird. 1905 begann dort das Städtische Gas-, Elektrizitäts- und Wasserwerk, Vorläufer der späteren Stadtwerke Münster, mit dem Bau eines Pumpwerks in der damals noch eigenständigen Gemeinde Hiltrup.
Das Gebäude wurde in der Form einer zwölfeckigen Rotunde errichtet und weiß verputzt. Die Außenwände zieren zwölf Wandfelder, zwölf Pfeiler und zwölf Rundbögen, wobei die Wandfelder durch ein mit Ziegelsteinen gemauertes Fries optisch zusammengehalten werden. Unter einem dieser Rundbögen befindet sich die Eingangstür zum Wasserwerk, während die übrigen elf Seiten jeweils ein großformatiges Fenster mit auffälliger Dreiteilung enthalten. Die Pfeiler wurden aus Ziegelsteinen gemauert, in die aus Sandstein gefertigte Wasserschläge eingelassen wurden. Mit diesen Wasserschlägen und Fialen fanden Elemente Verwendung, die sich üblicherweise an gotischen und barocken Kirchen wiederfinden. Damit wartet das Wasserwerk mit einer außergewöhnlichen architektonischen Qualität auf, die jedoch in Münster bei Gebäuden der Wasserversorgung nicht unüblich war, wie an dem Wasserturm „Auf der Geist“ oder dem ehemaligen Abwasserpumpwerk, das heute als Theater im Pumpenhaus genutzt wird, erkennbar ist.
Es war nach seiner Inbetriebnahme im Juli 1906 das fünfte Pumpwerk, das Trinkwasser für Münster gewann. Mit dampfbetriebenen Kolbenpumpen wurde das Wasser ins Stadtgebiet gepumpt. 1911 musste das Pumpwerk für den Bau einer Enteisenungsanlage vorübergehend außer Betrieb genommen werden, war aber im Anschluss das erste münstersche Wasserwerk mit einer solchen Anlage. Nötig war diese geworden, nachdem sich durch eine Absenkung des Grundwasserspiegels Eisenverbindungen im Wasser gebildet hatten, die das Trinkwasser in der Stadt trübten.
Nach der Schließung eines anderen Pumpwerks in Münster in den 1920er Jahren wurde in der Hohen Ward mit der Grundwasseranreicherung begonnen. Über eine 3,5 Kilometer lange Leitung wurde Oberflächenwasser aus dem Dortmund-Ems-Kanal in das Entnahmegebiet der Hohen Ward gepumpt und dort versickert.
1988, über 80 Jahre nach dem Bau, wurde das Gebäude des Pumpwerks unter Denkmalschutz gestellt. Im gleichen Jahr wurden auf dem Gelände zwei Trinkwasserspeicherbehälter gebaut, zwei Jahre später eine Aktivkohlefilteranlage für die Aufbereitung von Oberflächenwasser. Seit 2008 ist das Trinkwassergewinnungsgebiet Hohe Ward Teil eines Naturlehrpfades der NABU-Naturschutzstation Münsterland. Tafeln klären unter anderem über die Wassergewinnung und Verhaltensrichtlinien auf. Da die Hohe Ward auch als Naherholungsgebiet für Münster dient, führen öffentliche Wege direkt an die Brunnen und damit auch durch die Wasserschutzzone II. Das Befahren dieser Wege mit motorisierten Fahrzeugen ist aufgrund von Wasserschutzbestimmungen nicht erlaubt.
Eine Modernisierung der Wasserwerke Hohe Ward und Hornheide für insgesamt 24 Millionen Euro wurde im Jahr 2017 geplant. Im Jahr 2022 wurden umfangreiche Renovierungsarbeiten an den Fugen der Ziegelsteinpfeiler, der Rundbögen und dem Fries sowie ein Austausch der Bleche am Dachüberstand vorgenommen.

## Trinkwassergewinnung

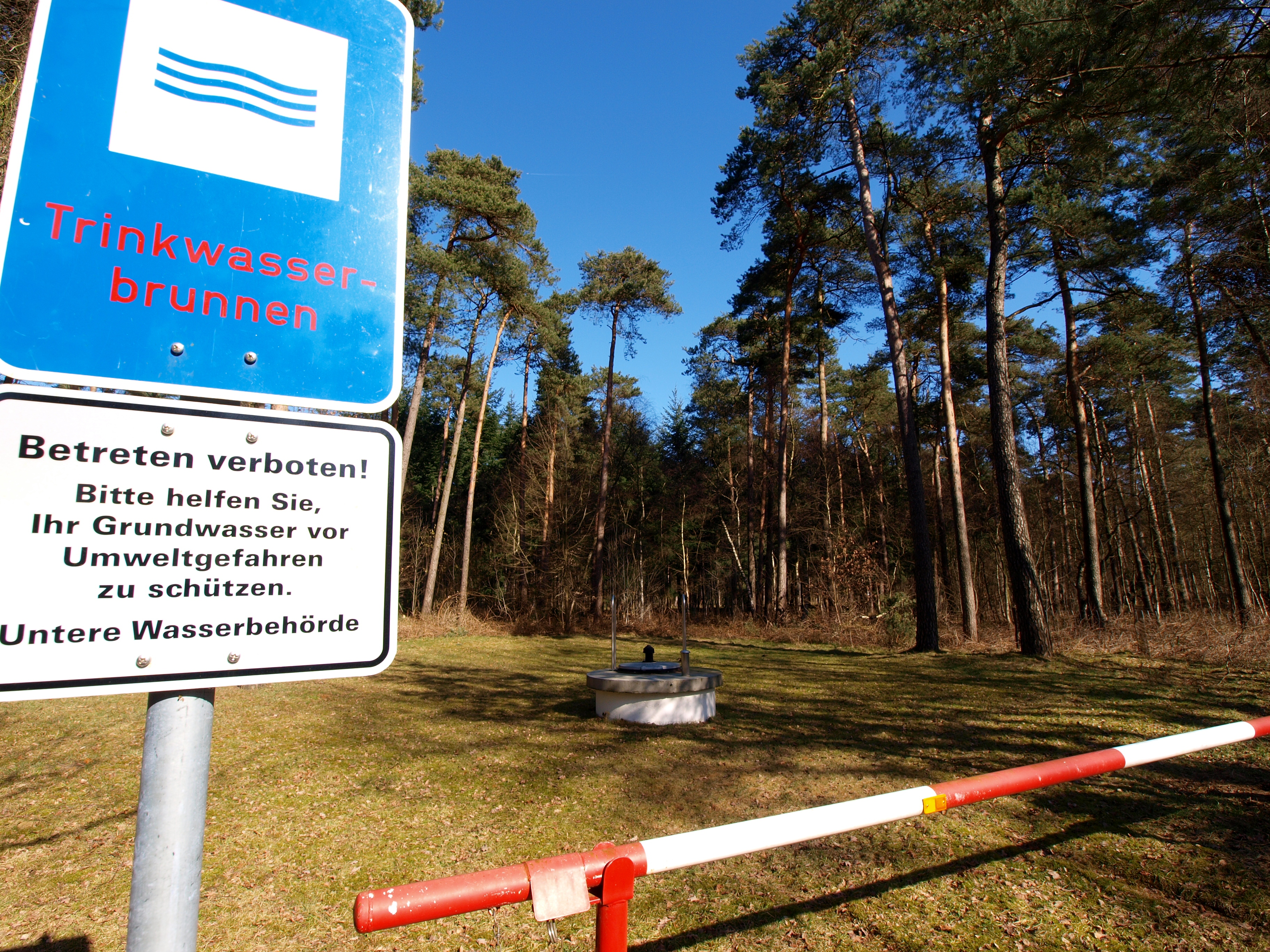
Einer der Trinkwasserbrunnen

Im Wasserwerk Hohe Ward können die Stadtwerke jährlich bis zu 5,5 Millionen Kubikmeter Trinkwasser gewinnen. Das sind rund 25 % des Wasserbedarfs für Münster. Das Grundwasser wird von 28 Brunnen gefördert, über 18 Anreicherungsbecken wird das Oberflächenwasser versickert.